# Marignieu
Marignieu ist eine französische Gemeinde im Département Ain in der Region Auvergne-Rhône-Alpes. Sie gehört zum Kanton Belley im Arrondissement Belley.

## Lage
Die Gemeinde Marignieu liegt auf einem Höhenrücken zwischen den Flusstälern von Séran und Furans, fünf Kilometer nordöstlich von Belley. Sie grenzt im Nordwesten an Cuzieu (Berührungspunkt), im Norden an Ceyzérieu, im Nordosten an Vongnes, im Osten an Flaxieu, im Südosten an Pollieu, im Süden an Magnieu sowie im Westen an Chazey-Bons.

## Bevölkerungsentwicklung
| Jahr                       | 1962 | 1968 | 1975 | 1982 | 1990 | 1999 | 2009 | 2021 |
| Einwohner                  | 105  | 114  | 127  | 141  | 138  | 156  | 151  | 167  |
| Quellen: Cassini und INSEE |      |      |      |      |      |      |      |      |

## Sehenswürdigkeiten

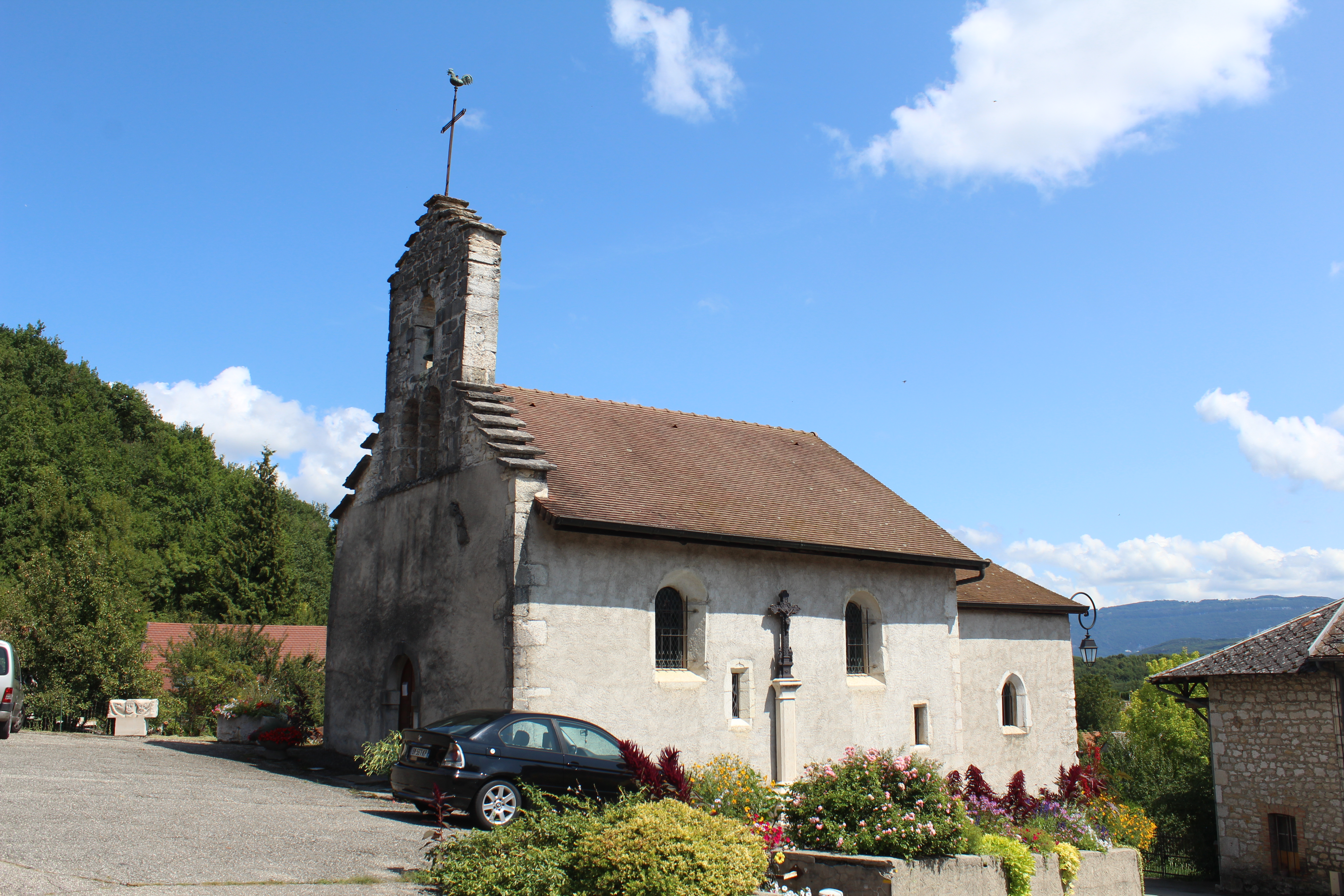
Kirche Saint-Pierre
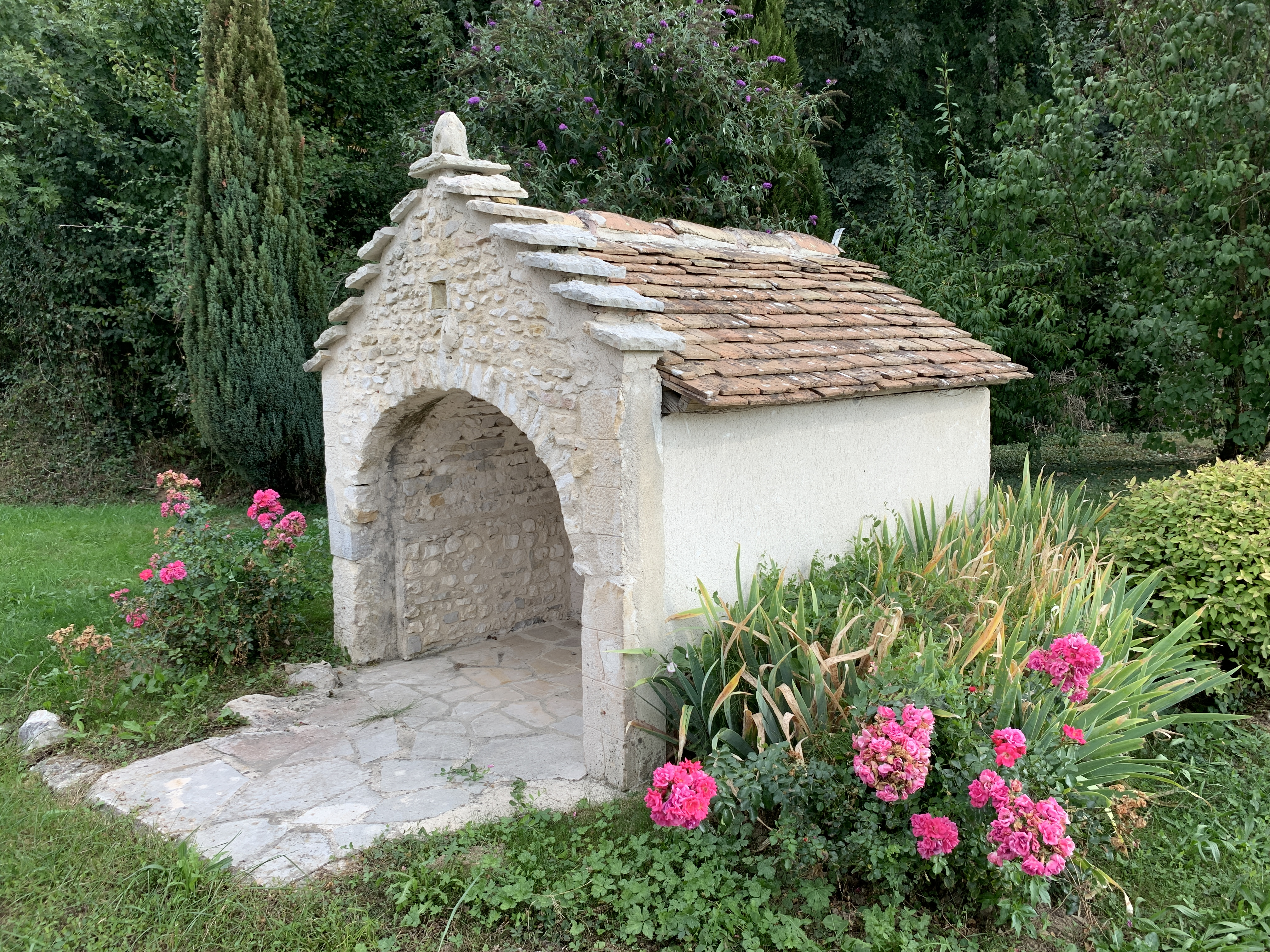
Kapelle Poirin

- Kirche Saint-Pierre
- Miniatur-Brotbackofen

## Wirtschaft
Die Rebflächen in Marignieu sind für die Produktion von Weinen der Herkunftsbezeichnung Vin du Bugey zugelassen.